# وین کوکران
وین کوکران (انگلیسی: Wayne Cochran؛ زادهٔ ۱۹۳۹ (۸۵–۸۶ سال)) یک موسیقی‌دان اهل ایالات متحده آمریکا است.